# Hôtel de ville de Laval
L'hôtel de ville de Laval, en France, est un bâtiment abritant le conseil municipal et les services administratifs de la commune. Il se trouve sur la place du 11-Novembre, dans le centre-ville.

## Construction
L'hôtel de ville de Laval se trouvait depuis le XVIIIe siècle à l'emplacement de l'actuel bureau de poste de la place du 11-Novembre. Un nouvel édifice est d'abord proposé par l'architecte Desnoyers en 1822, mais il est refusé par le conseil des bâtiments civils. 
Le bâtiment actuel a finalement été dessiné par l'architecte parisien Alphonse de Gisors et les travaux ont lieu de 1826 à 1831. Il s'inscrit dans un projet d'urbanisme plus vaste puisqu'au même moment le centre-ville est remodelé par le percement de la rue de la Paix et de la rue du Général-de-Gaulle (alors « rue de Joinville »). Ces deux rues forment un nouvel axe qui évite l'étroit centre médiéval par le nord. La place du 11-Novembre (alors « place de la Mairie ») date aussi de cette époque et se trouve sur ce même axe. L'hôtel de ville se trouve donc dans un espace totalement neuf et monumental, ce qui appuie son caractère officiel.

## Architecture
L'hôtel de ville est de style néoclassique. Sa façade principale est en calcaire et le reste est principalement construit en moellons enduits. Il est formé d'un corps central à cinq travées rythmées par des colonnes doriques au rez-de-chaussée et ioniques à l'étage. les trois travées centrales sont ouvertes par des portes et des fenêtres en plein-cintre. Les deux travées restantes accueillent des niches décorées de statues représentant l'agriculture et le commerce. La travée centrale est surmontée d'une horloge. L'ensemble repose sur un socle en granite.